# Chu trình Brayton
Chu trình Brayton là một chu trình nhiệt động lực học, đặt tên theo George Brayton (1830-1892), một kỹ sư người Mỹ, người đã phát triển nó.
Năm 1872, Brayton đăng ký bằng sáng chế cho động cơ đốt trong mang tên "Ready Motor" ("Mô tơ Sẵn sàng"). Không giống với chu trình bốn thì của động cơ Otto hay động cơ Diesel, động cơ của Brayton dùng một xylanh nén khí riêng và một xylanh giãn nở riêng.
Ngày nay, chu trình Brayton là nguyên lý hoạt động của động cơ tuốc bin khí. Giống như với các động cơ đốt trong khác, chu trình Brayton là hệ mở, dù cho, trong nghiên cứu nhiệt động lực học, đôi khi có thể đặt giả thuyết rằng khí thải ra được dùng lại để ở đầu vào, để hệ tương đương với hệ kín.
Chu trình Brayton còn được biết đến với tên gọi chu trình Joule.

## Mô hình
Động cơ với chu trình Brayton có ba thành phần:
- Máy nén khí
- Buồng trộn khí với nhiên liệu
- Buồng giãn nở

Trong động cơ Brayton của thế kỷ 19, không khí được hút vào máy nén khí chạy bằng piston và xylanh, và quá trình nén có thể coi một cách lý tưởng là đẳng entropy. Khí nén được đưa sang buồng trộn để hòa với nhiên liệu, tạo áp suất không đổi (quá trình đẳng áp). Hỗn hợp khí nhiên liệu nóng và cao áp được đánh lửa trong buồng giãn nở và năng lượng trong phản ứng hóa học giữa không khí và nhiên liệu được giải phóng, làm hỗn hợp giãn nở, đẩy piston của buồng giãn nở; theo quá trình đẳng entropy. Một phần công năng sản sinh bởi buồng giãn nỏ được cung cấp cho máy nén khí, thông qua các tay quay .
Ngày nay chu trình Brayton được nhắc đến trong động cơ tuốc bin khí. Động cơ này cũng có ba phần:
- Buồng nén khí
- Buồng đốt
- Buồng giãn nở làm quay tuốc bin

Không khí được hút vào buồng nén, được làm tăng áp suất theo quá trình gần với đẳng entropy. Khí đã nén chạy sang buống đốt, nơi nhiên liệu được phun vào và đánh lửa, làm tăng nhiệt độ khí trong một quá trình đẳng áp, do buồng đốt mở thông cho dòng chảy vào và ra. Khí ở áp suất và nhiệt độ cao được giãn nở tại buồng giãn nở đẩy các cánh quạt của tuốc bin; theo quá trình giãn nở đẳng entropy. Một phần công năng cung cấp cho tuốc bin được dùng vào việc nén khí ở buồng nén khí.

Chu trình Brayton lý tưởng: P - áp suất; v - thể tích; q - nhiệt lượng; T - nhiệt độ K°; s - entropy. 1-2: Nén đẳng entropy tại máy nén; 2-3: gia nhiệt đẳng áp tại buồng đốt; 3-4: giãn nở sinh công đẳng entropy tại tuốc bin; 4-1: khép kín chu trình đẳng áp bên ngoài môi trường.

Trên thực tế, quá trình nén khí và giãn nở không thực sự đẳng entropy; và công năng bị hao hụt trong các quá trình này làm giảm hiệu suất nhiệt động lực học của động cơ.
Công có ích do động cơ sinh ra được thể hiện bằng diện tích hình khép kín 1 – 2 – 3 – 4. Diện tích này càng lớn thì công có ích và hiệu suất càng lớn, để tăng diện tích này thì phải tăng áp suất sau máy nén của điểm 2;3 (áp suất của điểm 4;1 là áp suất môi trường không thể giảm xuống được) nên hiệu suất động cơ được quyết định bằng tỷ số nén. Việc tăng tỷ số nén giúp cải thiện hiệu suất và công suất của hệ thống Brayton.

## Ứng dụng
Các cải tiến sau có thể thực hiện để làm tăng hiệu suất của động cơ kiểu Brayton:
- Gia nhiệt nhiều giai đoạn: dòng khí sau khi đã đi qua buồng giãn nở, lại được đưa qua buồng đốt thứ hai để gia nhiệt trước khi cho qua tầng giãn nở cuối. Việc này làm tăng công suất cho một tỷ số nén nhất định, mà không cần tăng tỷ số nén vượt quá ngưỡng chịu đựng của kim loại hay vật liệu cấu tạo nên động cơ. Chú ý là phương pháp này không phải là phương pháp đốt tăng lực, một phương pháp làm tăng công suất, nhưng làm giảm đáng kể hiệu suất.
- Làm lạnh khí nén (tiếng Anh: intercooling): dòng khí sau khi đi qua buồng nén thứ nhất, được làm lạnh, rồi lại cho qua buồng nén thứ hai, trước khi đi vào buồng đốt. Việc này tuy đòi hỏi nhiều nhiên liệu hơn trong buồng đốt để làm tăng nhiệt độ dòng khí lên tương đương so với các động cơ Brayton thông thường, nó làm giảm nhiệt dung riêng của dòng khí trước khi đi vào buồng nén thứ hai. Nhờ vậy, quá trình nén gần với quá trình nén đẳng nhiệt làm tăng tỷ số nén với cùng một công suất nén. Điều này dẫm đến giảm công cần nén khí, và lợi thế tổng cộng trong tiêu hao năng lượng.
- Tái tạo (tiếng Anh: regeneration), dòng khí thải còn nóng của động cơ được cho qua buồng trao đổi nhiệt với dòng khí sau máy nén trước khi đi vào buồng đốt. Việc này giúp tiết kiệm nhiên liệu, giảm hao tổn nhiệt.

Ngoài ra, nhiệt lượng của khí thải cũng có thể dùng dùng cho mục đích khác, như hâm nóng nước trong các hệ thống vũ trụ. Chu trình Brayton cũng có thể được kết hợp với chu trình Rankine, tạo ra chu trình kết hợp có hiệu suất tổng cộng cao hơn.